# 豊川市立御油小学校
豊川市立御油小学校（とよかわしりつ ごゆしょうがっこう）は、愛知県豊川市御油町膳ノ棚にある公立小学校。

## 概要
御油小学校は豊川市の西部の住宅街の中にあり、学校のすぐ後ろには山がそびえるなど自然豊かな環境にある。現在では学校の周りには家が建ち並んでいるが、1980年代ごろまでは学校の周りは一面田畑だった。
児童数は523名（2013年度）、学級数は20クラス（同）である。
特徴的な行事として、校区内を流れる音羽川の清掃をする「音羽川クリーン作戦」がある。また、学校の近くには東海道の御油宿や御油の松並木があることから、総合学習ではこれらのことについても学んでいる。
卒業後は、豊川市立西部中学校に進学する。（戦後学制改革時より、合併まで御油町は豊川市へ中学校運営を委託。）
かつては現在ホームページに載せられている校歌の他に、"我等御油っこ"という校歌があったが、歌詞の内容から保護者などから批判され、2000年代初頭ごろから学校で歌わなくなった。

## 沿革
- 1873年 - 第二大学区四十五番地御油小学校として開校
- 1875年 - 百三十四番百三十五番連区小学校御油学校と改称
- 1879年 - 第三十二番小学校と改称
- 1883年 - 第三十一学区公立小学校と改称
- 1886年 - 尋常小学御油学校と改称
- 1892年 - 御油町立御油小学校と改称
- 1903年 - 御油町立御油尋常高等小学校と改称
- 1941年 - 御油町立御油国民学校と改称
- 1947年 - 御油町立御油小学校と改称
- 1959年 - 宝飯郡御油町が豊川市と合併し豊川市立御油小学校となる。

## 主な学校行事
1年生を迎える会
ゲームなどをして新入生とふれあう行事。
修学旅行
行き先は京都・奈良。
音羽川クリーン作戦
伝統行事の一つで、学校の近くを流れる音羽川の清掃をする。
野外学習
かつては学校の近くにある遠見山でキャンプが行われていたが、現在では愛知県設楽町にある「きららの里」で2泊3日の野外活動をしている。
学芸会
演劇や音楽の演奏。
奇数学年（1・3・5年）は音楽の演奏、偶数学年（2・4・6年）は演劇。
卒業生を送る会
6年生が6年間の思い出を振り返る行事。退任・転任した先生からのメッセージなどもある。

## 学校周辺
- 旧御油宿
- 東三河ふるさと公園
- 御油の松並木

## 交通アクセス
- 名鉄名古屋本線 御油駅より徒歩約20分
- 名鉄名古屋本線・豊川線 国府駅より豊川市コミュニティバス音羽線「松並木東」バス停より徒歩約5分